# Eurytoma compressa
Eurytoma compressa är en stekelart som först beskrevs av Fabricius 1794.  Eurytoma compressa ingår i släktet Eurytoma och familjen kragglanssteklar. Inga underarter finns listade i Catalogue of Life.